# Início do golpe de Estado no Brasil em 1964

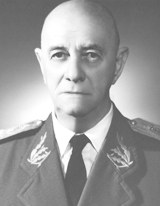
Olímpio Mourão Filho, deflagrador do golpe de Estado

O início do golpe de Estado no Brasil em 1964 foi em 31 de março sob a iniciativa do general Olímpio Mourão Filho, comandante da 4ª Região Militar/Divisão de Infantaria (4ª RM/DI) do Exército Brasileiro. A data foi precipitada a partir de Minas Gerais, anulando os planos no Rio de Janeiro para um início posterior em 2 de abril. O golpe teve sucesso em derrubar o governo do presidente da República João Goulart, com a resistência legalista terminando em 2 de abril.
Conspiradores civis e militares pretendiam a deposição de Goulart, e em março de 1964 encontraram apoio na maioria indecisa dos militares após a repercussão de eventos como o Comício da Central, Revolta dos Marinheiros e a Reunião no Automóvel Clube, mas ainda assim havia incerteza sobre a participação dos principais comandantes em um golpe. A possibilidade do golpe de Estado aparecia nos discursos dos apoiadores do presidente. Grande parte dos autores considera 2 de abril como a data para o golpe definida no final de março em São Paulo e na Guanabara, onde estavam conspiradores como os generais Castelo Branco e Costa e Silva. O governo dos Estados Unidos estava ciente da iminência. Entretanto, em Minas Gerais os conspiradores — o governador Magalhães Pinto e os generais Mourão Filho e Carlos Luís Guedes — decidiram antecipar o início e reuniram-se no aeroporto de Juiz de Fora em 28 de março para defini-lo. Os relatos sobre os dias seguintes são contraditórios. Em 30 de março Magalhães publicou um manifesto e Guedes iniciou sua insubordinação ao governo, que, porém, não considerou Minas Gerais como em rebelião. Às 5h de 31 de março Mourão fez telefonemas ao país anunciando o início da revolta.
O primeiro deslocamento militar de Minas Gerais ao Rio de Janeiro foi somente às 10h, e o manifesto pedindo a deposição do presidente saiu às 17h. Até lá, os revoltosos mineiros desmentiam ao governo e imprensa fora do estado a existência de uma revolta. De manhã Castelo Branco, considerando a partida fadada à derrota, tentou sem sucesso revertê-la. As notícias de Minas Gerais espalhavam-se como rumores, e no máximo no início da tarde o governo federal se dava conta do que acontecia. A revolta alastrou-se e o governo foi rapidamente deposto, mas os conspiradores mineiros não conseguiram tirar proveito disso e foram escanteados pelos cariocas e paulistas.
A precipitação do início tem várias interpretações entre militares e historiadores, havendo discordância se prejudicou ou não as chances de sucesso do golpe. Ela é frequentemente considerada uma ação impetuosa de Mourão Filho, mas sabe-se que não foi despreparada. Ela foi possível pela descentralização da conspiração e existem várias ideias sobre seus motivos. Ela envolveu disputas por protagonismo entre os conspiradores mineiros e os dos demais estados e entre Magalhães Pinto, Mourão Filho e Carlos Luís Guedes.

## Situação do país

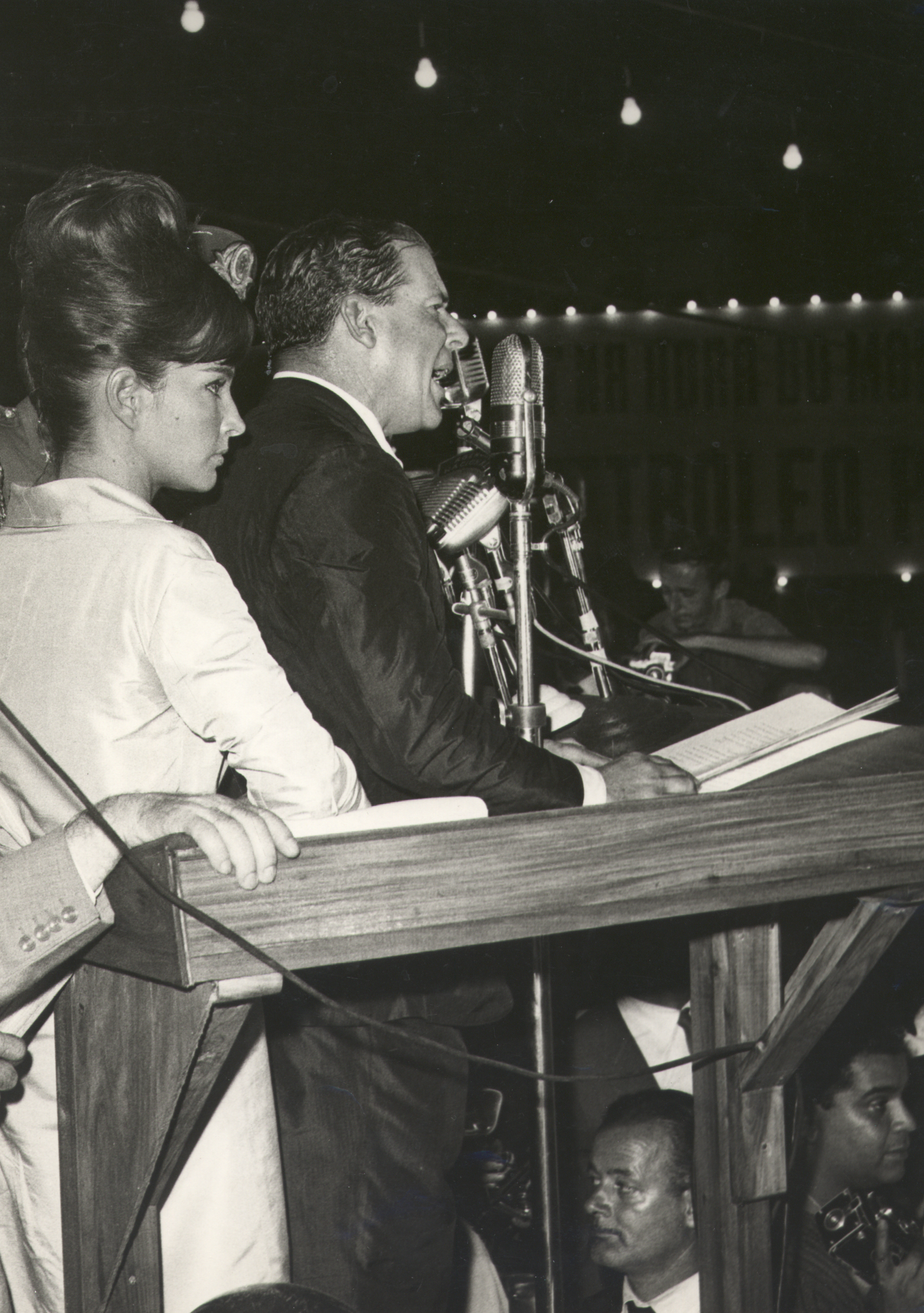
Jango no Comício da Central

A profunda crise política no Brasil durante o governo de João Goulart (Jango) chegava a novos patamares em março de 1964. O comício da Central do Brasil, no dia 13, representava sua estratégia de pressionar o Congresso Nacional através dos sindicatos e movimentos sociais de esquerda para aprovar as reformas de base. Os discursos da esquerda denunciavam a conspiração civil e militar contra o mandato do presidente, que explicitamente mencionou possibilidade de ser alvo de um golpe de Estado em seu discurso em 30 de março.
Conspiradores planejavam a deposição do presidente, mas até o estágio final do seu mandato não tinham o apoio da maioria indecisa das Forças Armadas. Os eventos nesse estágio final ofenderam o oficialato e levaram os indecisos à oposição, abrindo caminho para que os conspiradores iniciassem o golpe. Com a ofensiva política do presidente após o Comício da Central, a oposição acusava-o de planejar um golpe e expressou sua força na Marcha da Família com Deus pela Liberdade, no dia 19. Goulart foi visto como leniente com a indisciplina nas baixas patentes ao anistiar os responsáveis pela Revolta dos Marinheiros, nos dias 25-27, e discursar no Automóvel Clube aos mesmos subalternos militares no dia 30. A imprensa questionava a capacidade de Goulart no cargo, os oficiais favoráveis a ele estavam preocupados e os oficiais afastados da política passaram a dar razão à minoria de conspiradores.

## Situação dos líderes militares

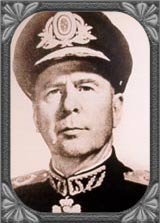
Amaury Kruel

O governo federal tinha como política de nomeações e promoções nas Forças Armadas o isolamento dos conspiradores militares e promoção de oficiais leais, o dispositivo militar. Porém, em março o general Jair Dantas Ribeiro, ministro da Guerra, empregou os feriados para uma cirurgia no Hospital dos Servidores do Estado. Goulart sugeriu que a adiasse, dada a crise política, mas recusou; pode ter sido forma de não bater nem com o presidente e nem com os demais militares. Ele era respeitado entre oficiais centristas e sua ausência tornava o Exército acéfalo. Com sua hospitalização, o posto poderia ter sido ocupado por Armando de Moraes Âncora, comandante do I Exército, ou Anísio Botelho, ministro da Aeronáutica, mas nenhum substituto foi nomeado. Respondia o chefe de gabinete, mas os quatro Exércitos ficaram sem articulação, deixando confusa a reação do governo na hora do golpe.
O I Exército, sediado na Guanabara, abrigava numerosos oficiais legalistas e conspiradores, mas à exceção da 4ª RM/DI, em Minas Gerais, os comandos de tropa estavam com os legalistas. Entre os conspiradores estavam os generais Castelo Branco e Costa e Silva. Costa e Silva teve adesão tardia à conspiração. Castelo, chefe do Estado-Maior do Exército (EME), tinha atuação discreta, mas a partir de 20 de março conferiu legitimidade hierárquica à conspiração ao publicar dois documentos, uma circular oficial do EME distribuída às unidades do Exército e um documento sigiloso e mais subversivo, o Leex (Lealdade ao Exército). Em nome da defesa da Constituição, nas entrelinhas Castelo justificava a desobediência ao presidente. Reunido com sua cúpula militar no dia 24, Jango decidiu exonerar Castelo Branco, mas a medida não foi aplicada imediatamente.
Em 30 de março o general Emílio Garrastazu Médici, da Academia Militar das Agulhas Negras, divulgou uma nota sobre a intranquilidade nacional e a necessidade do respeito à hierarquia. Seus termos eram vagos e poderiam justificar tanto a participação em um golpe quanto a lealdade ao governo.
Em Minas Gerais, ainda na área do I Exército, a conspiração englobava a mais alta autoridade política, o governador Magalhães Pinto, e a militar, o general Mourão Filho, com seu quartel-general em Juiz de Fora, tendo como terceira figura importante seu subordinado Carlos Luís Guedes, comandante da Infantaria Divisionária da 4ª DI sediada em Belo Horizonte. A presença do Exército era pequena e Mourão e Guedes eram generais em final de carreira. Mourão cairia na cota compulsória em maio, sendo aposentado pelo limite de idade de um general-de-divisão. Guedes estava para ser substituído em abril pelo general Nairo Vilanova Madeira, que servia em Manaus.
O II Exército, em São Paulo, era considerado “fiel da balança” por legalistas e conspiradores. Seu comandante, o general Amaury Kruel, tinha prestígio na oficialidade. Para Castelo Branco, sem sua adesão o golpe seria uma aventura inadmissível. Entre a cúpula militar do governo já havia a expectativa de uma adesão de Kruel ao golpe. Semanas antes, exercícios militares simularam uma ação do I Exército contra São Paulo. As tropas legalistas viriam de Minas Gerais; o golpe era esperado a partir do território paulista, não mineiro. Por sua vez, os conspiradores também não tinham garantida a adesão de Kruel. No dia 28 os jornais anunciaram sua iminente transferência do II Exército. A 42 oficiais, ele anunciou que se recusaria a entregar o cargo. A alguns que sugeriam iniciar ali mesmo um levante, respondeu que “A hora tem que ser exata”. Somente no dia 29 ele deu seu “OK” a Castelo Branco. A recusa em entregar o comando é corroborada por um relatório do adido militar americano Vernon Walters em 30 de março, cuja fonte era o general Ulhoa Cintra. Cintra acrescenta que Kruel sentia-se desobrigado de obedecer a Goulart.
O general Benjamim Rodrigues Galhardo, do III Exército, no Sul, também estava sob suspeita do governo, que planejava transferi-lo ao EME no lugar de Castelo Branco. A conspiração gaúcha alcançava até mesmo o QG de Galhardo, mas ele não fazia parte pessoalmente. O governador do Rio Grande do Sul Ildo Meneghetti e o general Adalberto Pereira dos Santos, da 6ª DI, incitavam-no a aderir, mas os governistas aparentavam prevalecer na região. Alguns generais legalistas estavam de férias em 31 de março, como Silvino Castor da Nóbrega, comandante da 5ª Região Militar/Divisão de Infantaria, do Paraná e Santa Catarina. Na sua ausência, em 29 de março os coronéis concordaram em “assegurar a disciplina em qualquer circunstância, manter a hierarquia e combater o comunismo”, mas não falaram em golpe e foram pegos de surpresa quando ele ocorreu. Pela sua desimportância ou a descentralização dos conspiradores, a elite militar na 5ª RM/DI tinha apenas uma noção vaga do que aconteceria, sem data ou detalhes.
O general Joaquim Justino Alves Bastos, do IV Exército, no Nordeste, comprometeu-se com Castelo Branco a participar do golpe e a maioria de seus subordinados estavam descontentes com o governo. Assessores de Goulart questionavam a permanência de Justino no cargo, mas também os conspiradores tinham dúvidas sobre sua adesão, pois ele era considerado oportunista, oscilante e indefinido.
Os conspiradores brasileiros mantinham contato e recebiam apoio do governo dos Estados Unidos. Em 20 de março o presidente americano Lyndon B. Johnson autorizou uma força-tarefa naval para uma possível intervenção na crise brasileira.
No final de março, Castelo Branco acreditava que a sublevação do IV Exército e do III no interior seria fácil, mas a resistência seria encontrada em Porto Alegre e no Rio de Janeiro. A grande questão seria a adesão do II Exército. No dia 28, o marechal Odílio Denys considerava garantidos o Paraná, São Paulo, interior do Rio Grande do Sul, o Nordeste e grande parte da oficialidade do Rio de Janeiro. Mas na realidade havia muita indefinição. Kruel, Costa e Silva, Justino, Galhardo e mesmo Castelo Branco poderiam ou não aderir ao golpe dependendo da correlação de forças.

## Definição da data

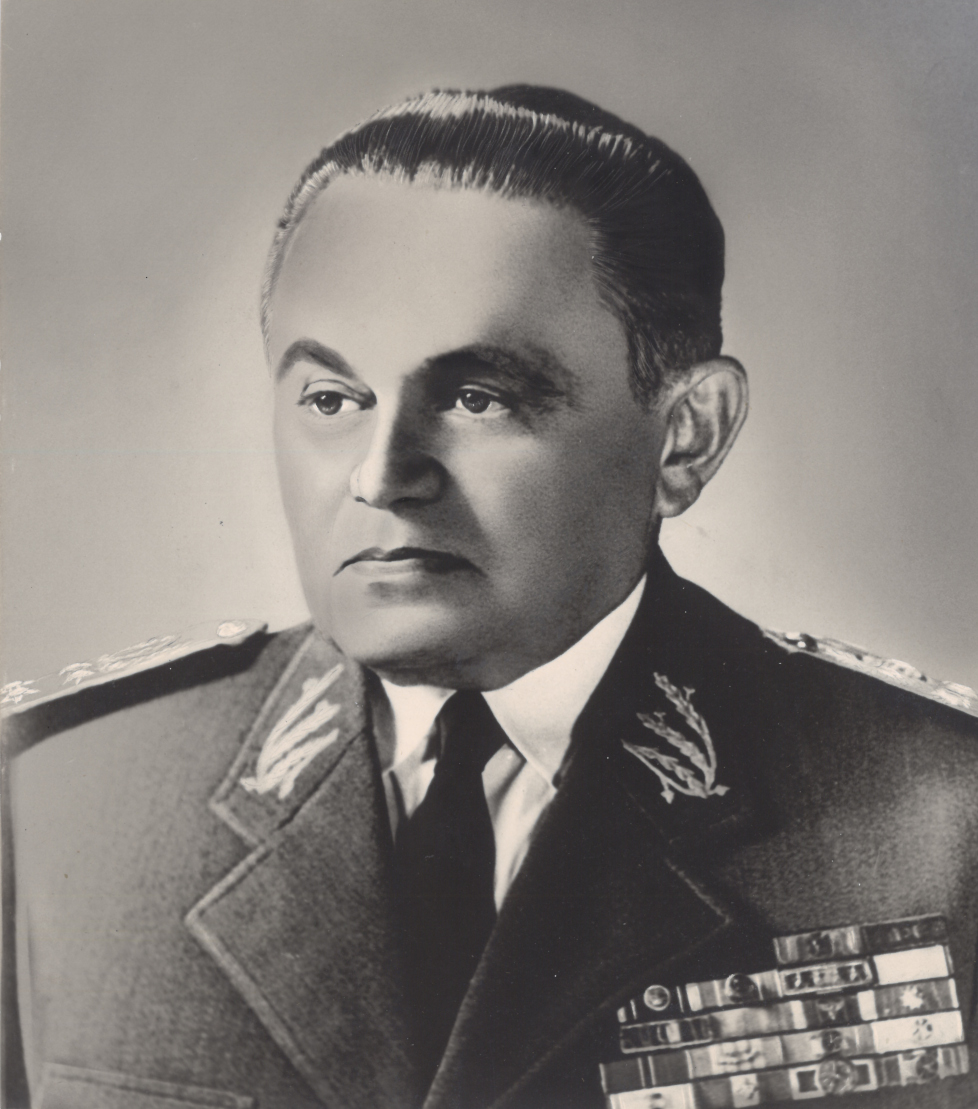
Castelo Branco

Conforme o historiador Thomas Skidmore e o jornalista Carlos Castelo Branco, no domingo (29 de março) ou sexta-feira (27), o golpe foi marcado para 2 de abril ou para a madrugada de 3 de abril, aproveitando-se de uma passeata no Rio de Janeiro equivalente à Marcha da Família em São Paulo. Carlos Castelo Branco narra uma definição conjunta por Castelo Branco e Costa e Silva, enquanto Skidmore atribui essa data apenas ao grupo de Castelo Branco. Em 30 de março o Comando Geral dos Trabalhadores denunciou um golpe marcado para 2 de abril. Hélio Silva e outros autores também registram a data de 2 de abril esperada por Castelo Branco.
Thomas Skidmore afirma que antes da Revolta dos Marinheiros Castelo Branco já havia definido a demissão do Ministro da Marinha como sinal para a ação, o que ocorreu de fato com a Revolta. Alguns  depoimentos afirmam que o início seria após a exoneração de Castelo — ele se recusaria a entregar o cargo e seria preso, o que serviria de senha para a ação. Conforme o relatório de Vernon Walters em 30 de março (segunda-feira), naquela semana Castelo seria exonerado, publicaria um manifesto e seguiria de helicóptero para São Paulo. A deflagração viria após um sinal a ser definido com antecedência.
Um então oficial de Estado-Maior do IV Exército relata que 2 de abril era a data transmitida por Castelo Branco a Justino. Conforme Antônio Carlos Muricy, antes do golpe ele esperava uma deflagração entre 1 e 10 de abril, e ainda era preciso mais tempo para articulações no Rio Grande do Sul. Em Porto Alegre, o general Alfredo Malan teria confirmado ao general Adalberto Pereira dos Santos o início previsto para 4 ou 5 de abril. Uma interpretação é de uma revolta planejada para a noite de 10 de abril em São Paulo; Marco Antonio Villa considera que o apoio naval americano foi planejado para a primeira quinzena de abril, coincidindo com um golpe castelista. A força-tarefa americana acionada em 31 de março só poderia chegar ao redor de 11 de abril. Por outro lado, segundo Cordeiro de Farias e Odílio Denys, não havia data marcada, apenas a expectativa de aproveitar uma oportunidade. Na noite de 30 de março duas fontes informaram Niles Bond, cônsul-geral americano em São Paulo, da deflagração da revolta dentro de 48 horas.
A concentração de oficiais legalistas nomeados aos comandos na Guanabara dificultava uma revolta a partir da cidade, mas os conspiradores podiam conquistar os oficiais mais baixos e fazer uma ofensiva de São Paulo e Minas Gerais. Os conspiradores esperavam convergir de ambos os estados ao Rio de Janeiro, com revoltas paralelas no Sul e Nordeste, e 30–60 dias de luta. Conforme Ulhoa Cintra, a adesão de Minas Gerais era certa, mas o centro do movimento seria em São Paulo, enquanto no Rio de Janeiro haveria uma sublevação de baixo para cima na Vila Militar, neutralizando as principais unidades legalistas. Como Minas Gerais tinha pouca força militar, os conspiradores cariocas e paulistas não queriam que o estado tivesse protagonismo e tampouco pretendiam dividir seu poder com os mineiros; contrariamente, Cordeiro de Farias afirma que a dianteira era esperada de Minas Gerais.
Castelo Branco foi pego de surpresa em 31 de março pela deflagração do golpe por Mourão Filho. Para Moniz Bandeira, Vernon Walters soube da precipitação em Minas Gerais antes de Castelo. Em 30 de março, um informante da CIA ouviu de um comandante em Belo Horizonte (possivelmente Guedes) que o golpe era certo, mas não tinha data marcada, e poderia ter como estopim a substituição do ministro da Guerra pelos generais Ladário Pereira Teles ou Assis Brasil ou a concentração de trabalhadores rurais em Governador Valadares, Minas Gerais, programada para o dia 31.

## Precipitação em Minas Gerais

### Interpretações

Magalhães Pinto

Depoimentos de militares favoráveis ao golpe enfatizam a importância de Mourão em concretizá-lo. Muitos o censuram por ignorar a autoridade de conspiradores superiores, como Castelo Branco, Costa e Silva e Cordeiro de Farias, e consideram-no intempestivo, o que teria criado relutância para os outros comandantes com quem não coordenou, ainda que os conspiradores já estavam à espera e acabaram participando. Mourão tinha baixo prestígio e era desconfiado por muitos generais. Para o brigadeiro João Paulo Moreira Burnier, foi por causa dessa precipitação que, após o golpe, Costa e Silva não lhe entregou o comando do I Exército.
Alguns elogiam a intempestividade por ter posto fim à inércia do Exército, considerando Castelo Branco excessivamente demorado. Para o historiador Jacob Gorender, a atitude foi ousada mas não prejudicou de forma alguma o golpe. Há também a opinião de que o gesto não foi intempestivo, mas a culminação de um longo processo. Conforme um oficial do Estado-Maior de Mourão, não houve precipitação, pois o general não tinha hora predeterminada. Os relatos de autores como Hélio Silva e Moniz Bandeira revelam como a antecipação não foi um gesto passional, mas o acionamento de amplos preparativos.
A decisão de antecipar o golpe em Minas Gerais foi tomada coletivamente pelos conspiradores do estado, numa decisão deliberada à revelia dos núcleos em São Paulo e no Rio de Janeiro, e acabou sendo um desagravo a Castelo Branco e a Costa e Silva. A divergência regional foi possível devido ao caráter descentralizado da conspiração.
Os conspiradores mineiros já previam a atuação conjunta da Polícia Militar de Minas Gerais (PMMG) com o Exército, a participação dos governadores da Guanabara, São Paulo, Paraná e Rio Grande do Sul e o apoio logístico americano. A PMMG fez levantamentos dos pontos estratégicos, preparou suas ordens e reuniu seus batalhões com antecedência; além de participar da ofensiva militar, ela pôde rapidamente entrar em ação para prevenir qualquer manifestação favorável ao governo federal. Mourão, por sua vez, fazia proselitismo contra o governo desde que assumiu a 4ª RM/DI, em 1963, trabalhou para ter a tropa fiel para dar a largada e certificou-se que o II Exército não ficaria contra o golpe.
Ainda assim a conspiração não englobava nem mesmo o chefe do Estado-Maior da 4ª RM/DI, o coronel João Baptista da Costa, que somente aderiu no momento do golpe, mas o controle incompleto dos subordinados era comum aos golpistas. O golpe como um todo não tinha planejamento detalhado e teve aspecto de blefe, mas pegou o dispositivo militar do governo num momento de fraqueza.
Possivelmente para Magalhães Pinto a antecipação seria forma de reverter sua posição fraca dentro de seu partido, a União Democrática Nacional, e aumentar suas chances na eleição presidencial de 1965. Havia pressa com um comício de Goulart programado na capital mineira e o fim de carreira de Guedes e Mourão. Mourão, Magalhães Pinto e Guedes tinham conflitos de interesse. Guedes foi escolhido como líder militar pelos empresários mineiros do Instituto de Pesquisas e Estudos Sociais (IPES), organização da facção “modernizadora” dos conspiradores. Já Mourão era um dos “tradicionalistas”, não partilhando do projeto do IPES, que, por sua vez, procurava mantê-lo sob controle, uma interferência que ele detestava. Magalhães Pinto conspirava para atingir suas ambições eleitorais e também não tinha os mesmos objetivos do IPES. Ele e Mourão precisavam da força militar e legitimidade política um do outro, mas na reta final disputaram o protagonismo do golpe, ao mesmo tempo que o IPES mineiro esperava de Guedes o início da ofensiva.

### Cronologia

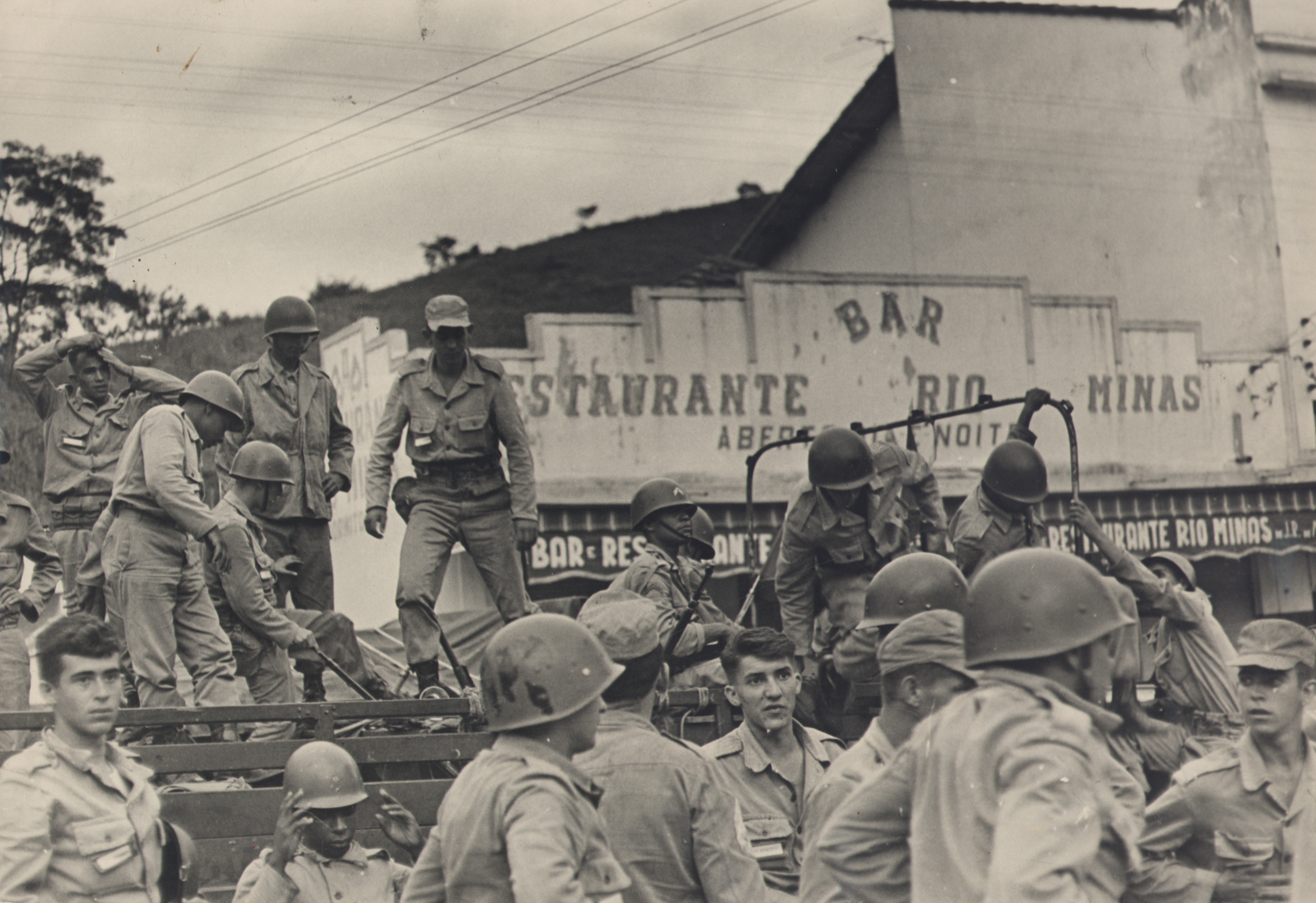
Avanço das forças de Mourão Filho no Rio de Janeiro

Em 25 de março, no fragor da Revolta dos Marinheiros, Mourão Filho, Guedes e Magalhães Pinto combinaram uma reunião no aeroporto de Juiz de Fora no sábado, dia 28, para definir o início do golpe. Antes disso Mourão ainda visitou Belo Horizonte no dia 27. Também no dia 25 Magalhães enviou seus emissários à Guanabara para sondar civis e militares sobre um golpe iminente. Eurico Gaspar Dutra era favorável, assim como Odílio Denys, que foi convidado a Juiz de Fora para o dia 28. Castelo Branco tinha dúvidas quanto à execução. Em 28 de março eles seguiram a São Paulo, onde não conseguiram um posicionamento claro de Kruel. Somente no dia seguinte ele confirmou sua participação aos mineiros. Mourão enviou seu próprio emissário a São Paulo em 28 de março, e na ausência de confirmação, foi ao Rio de Janeiro e conseguiu-a de Riograndino, irmão de Kruel.
Em 27 de março o general Muricy, que morava no Rio de Janeiro mas combinara com Mourão de estar em Minas Gerais no momento do golpe, foi informado da deflagração iminente em território mineiro. Odílio Denys e o coronel José Geraldo de Oliveira, comandante da PMMG, participaram da reunião do dia 28. No domingo, dia 29, Guedes e José Geraldo compareceram à casa de Mourão. Na segunda, dia 30, Magalhães divulgou um manifesto. Guedes incluiu o trecho “Minas se empenhará com todas as suas forças e todas as energias de seu povo para a restauração da ordem constitucional comprometida nesta hora”, mas seus termos ainda eram cautelosos demais e não foram interpretados como os de uma rebelião. Guedes reuniu seus oficiais, declarou-se rebelado e iniciou em Belo Horizonte a “Operação Gaiola”, prendendo líderes sindicais e outras ameaças à rebelião. Por fim, em 31 de março Mourão fez diversos telefonemas a partir de Juiz de Fora anunciando a rebelião ao país.

### Possibilidades de descoberta
As articulações finais corriam o risco da descoberta, especialmente a reunião no movimentado aeroporto de Juiz de Fora. Um militante do Partido Comunista relatou a movimentação suspeita, mas os dirigentes comunistas não se preocuparam. No dia 30 o jornalista David Nasser informou o coronel Domingos Ventura, da Polícia do Exército, da iminência de uma revolta militar em Minas Gerais, mas Ventura acreditou nos desmentidos mineiros. No dia 30 o subchefe do gabinete do ministro da Guerra passou por Belo Horizonte e o QG em Juiz de Fora e os conspiradores ficaram preocupados, mas ele não notou o que se passava e apenas prosseguiu na sua viagem de Brasília ao Rio de Janeiro.
As grandes e visíveis movimentações de tropas e materiais da PMMG nos dias antes do golpe passaram despercebidas. Alguns repórteres procuraram saber os motivos da intensa circulação de figuras importantes no aeroporto de Juiz de Fora e da suspensão da venda de metade dos estoques de gasolina da cidade (estimados em 850 mil litros) em 30 de março pela Polícia Militar, mas não receberam esclarecimento.

### Conflito de versões

#### Versão de Guedes

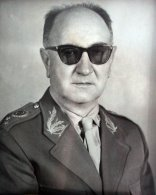
Carlos Luís Guedes

Os relatos de Mourão Filho e Guedes divergem um do outro sobre os últimos dias de março, cada um depreciando o outro. Segundo Magalhães Pinto, a data foi simplesmente fixada em 31 de março na reunião do dia 28, mas isso não consta nos outros relatos. 
Guedes qualifica Mourão como indeciso e mandou a Juiz de Fora dois generais reformados para tomar o comando no caso de uma desistência. Pelo seu relato, Mourão foi chamado a Belo Horizonte no dia 27 para iniciar o movimento, mas queria mais tempo e por isso propôs a reunião no aeroporto de Juiz de Fora. Este ponto é inverossímil pelo fato da reunião ter sido marcada no dia 25. Em seguida, ainda conforme Guedes, ele e Magalhães queriam sair em 30 de março, mas Mourão só aceitaria a partida depois de 1º de abril. Hélio Silva, baseado no relato de Guedes, registra que ele respondeu com humor à recusa de Mourão no dia 29, afirmando: “Olha Mourão, amanhã é o último dia da lua cheia e eu, no minguante, não faço nada”. O jornalista Pedro Gomes, após citar o depoimento de Magalhães, descreve o mesmo evento, mas no dia 28.
Rubens Bayma Denys, filho de Odílio, também descreve um Mourão indeciso. Ele narra ter informado Castelo Branco e Costa e Silva da iminência do movimento após a reunião no aeroporto de Juiz de Fora. Com Castelo teve contato apenas indireto, não conseguindo informação segura de uma adesão, enquanto de Costa e Silva ouviu que “o Mourão é um conspirador de alto-falante na boca, ninguém  acredita nele, não vai sair nada”. Segundo Rubens Bayma, Mourão só agiu após ser forçado por Guedes e sua rebelião no dia 30, constituindo um fato consumado. Ele atribuiu ao pai a ideia de forçar Mourão e a data de 31 de março, escolhida sabendo com antecedência que o discurso de Goulart no Automóvel Clube teria impacto negativo.

#### Versão de Mourão Filho

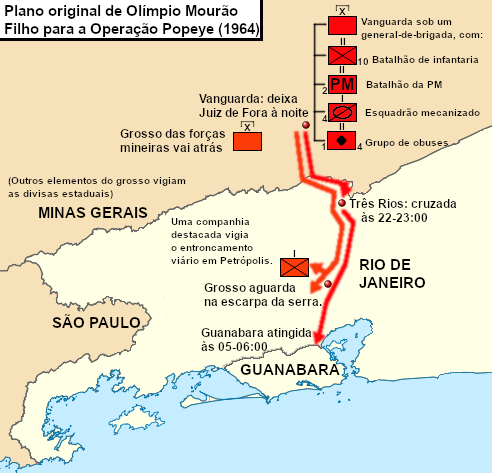
Plano original de Mourão Filho

É certo o pedido de Mourão por um manifesto assinado por Magalhães Pinto exigindo taxativamente a deposição de Goulart, conferindo respaldo civil à sua operação. Segundo ele, isso foi acordado ainda no dia 27. O governador definiria a data e mandaria uma cópia do manifesto, Mourão escolheria a hora e o documento só seria divulgado após o “Agora” do general. Para ele, a exigência taxativa da deposição era forma de evitar que Guedes e Magalhães tentassem negociar com o governo. A mobilização do estado começaria sob a cobertura da vanguarda das tropas. Mourão pensava numa entrada surpresa no Rio de Janeiro, partindo à noite, enquanto Guedes e Magalhães queriam “cercar Minas e negociar”. Pelo seu relato, quis desencadear a operação na noite do dia 28, mas não teve êxito, pois o governador não trouxe o manifesto.
Contrariamente às afirmações de Guedes sobre 30 de março, Mourão Filho afirma sua disposição de ter partido naquele dia, pois não pôde começar no dia 28 e o governador queria mais dois dias para organizar a PMMG e seu secretariado. Após a reunião muito chamativa e suspeita no aeroporto de Juiz de Fora, era preciso agir o quanto antes, e 1º de abril estava muito longe (quatro dias). Assim, a partir desse momento estava pronto para tirar as tropas dos quartéis e ficou à espera do manifesto do governador, mas “Magalhães apagara”. Ele só soube do governador no dia 30, quando foi informado por um telefonema de Guedes sobre o manifesto — divulgado à sua revelia e sem a exigência taxativa da deposição do presidente. Respondeu pelo telefone:
Se o movimento for derrotado, Magalhães poderá sempre dizer que nós nos precipitamos. Além disto, está me descobrindo prematuramente, expondo-me ao perigo de uma invasão de surpresa do Rio. Magalhães não me mandou a data, nem a cópia do Manifesto. Prende-o, e nomeia um dos Lima como interventor.

Mourão critica duramente as ações de Guedes e Magalhães Pinto em 30 de março. Não só o manifesto do governador era inócuo, como também a rebelião de Guedes, pois nem mesmo o comandante do 12º Regimento de Infantaria, principal unidade de Belo Horizonte, estava avisado — naquela hora ele estava em Juiz de Fora. Ele chamou a rebelião de sórdida, pois atropelou a cadeia do comando. Mais do que isso, Guedes e Magalhães punham em risco toda a conspiração. A ligação telefônica poderia falhar, deixando ele, o Comandante em Chefe, na ignorância, e/ou o governo poderia reagir. “Não havia necessidade de muitas horas para que o Governo – caso a proclamação de Magalhães tivesse eficiência para alertá-lo – fizesse descer paraquedistas em Juiz de Fora e Belo Horizonte e mandado Unidades de Divisão Blindada pela rodovia”. Se ele quisesse traí-los, teria sido fácil esmagá-los com a ajuda do I Exército.
Apesar dos seus desentendimentos com Magalhães Pinto e Guedes, Mourão tinha o apoio de jovens militares e segmentos da sociedade em Juiz de Fora e, nas memórias, descreveu-se capaz de agir de forma unilateral. O governador tentou, sem sucesso, acalmá-lo pelo telefone e na noite do dia 30 ele decidiu agir no dia seguinte. De madrugada no dia 31 ele recebeu uma cópia do manifesto. Irritado pelo conteúdo, foi grosseiro com os emissários e iniciou ele mesmo o golpe, com seu próprio manifesto, pouco depois. Com este fato consumado, Magalhães e o IPES/MG foram forçados a acompanhá-lo.
Autores como Carlos Chagas, Lira Neto e John W. F. Dulles caracterizam a decisão final de Mourão como resposta ao discurso de Goulart no Automóvel Clube. Elio Gaspari também situa a decisão final na madrugada do dia 31. Em suas memórias, Mourão descreve-se decidido a agir na noite anterior:
Não queria ouvi-lo [Goulart]. Não me convinha, pois eu ia partir contra ele às 4 horas do dia 31 e já eram quase 22 horas do dia 30.

Mas minha senhora insistiu comigo, alegando que eu devia ouvi-lo, precisamente porque ia me revoltar. Desse modo, fiquei.
Ao término do discurso, cerca de 1h30 do dia 31, acendi meu cachimbo e pensei comigo mesmo que dentro de três horas eu iria revoltar a 4a RM e a 4a DI contra ele.

## Difusão da notícia

### Dissimulação em Minas Gerais
Mourão Filho ordenou o início das operações e telefonou a contatos em Minas Gerais, Rio de Janeiro e São Paulo às 05:00 de 31 de março. O primeiro deslocamento militar de Juiz de Fora na direção do Rio de Janeiro foi mais tarde, às 09-10:00: uma companhia precursora do 10º Regimento de Infantaria (10º RI). A princípio não houve um avanço profundo em território fluminense, mas apenas uma cabeça-de-ponte na fronteira. Mourão só chamou a imprensa e divulgou seu manifesto às 17:00. Até lá, os conspiradores desmentiam a rebelião. Mourão foi chamado ao telefone às 11:00 da manhã pelo chefe do Estado-Maior do I Exército, e meia hora depois por um repórter dos Diários Associados; para ambos, desmentiu os boatos de movimentação de tropas. Guedes também negava.
Exército e governo em Minas Gerais desmentiam a revolta: realizavam-se apenas “medidas preventivas, para evitar agitações”. Ocupavam-se postos e depósitos de gasolina somente “para controlar a saída do combustível e não prejudicar o abastecimento do Estado”. A “Operação Silêncio” controlava a entrada e saída no estado e as ligações telefônicas. Todo o esforço buscava passar externamente a impressão de normalidade no estado, apesar de internamente a ação ser ostensiva — lei marcial, prisões, presença policial nas ruas e deslocamentos bélicos. Havia uma evidência de que isso era falso — o coronel Calvão, comandante do 10º RI, não aderiu ao golpe e telefonou ao ministro da Guerra.

### Percepção do início

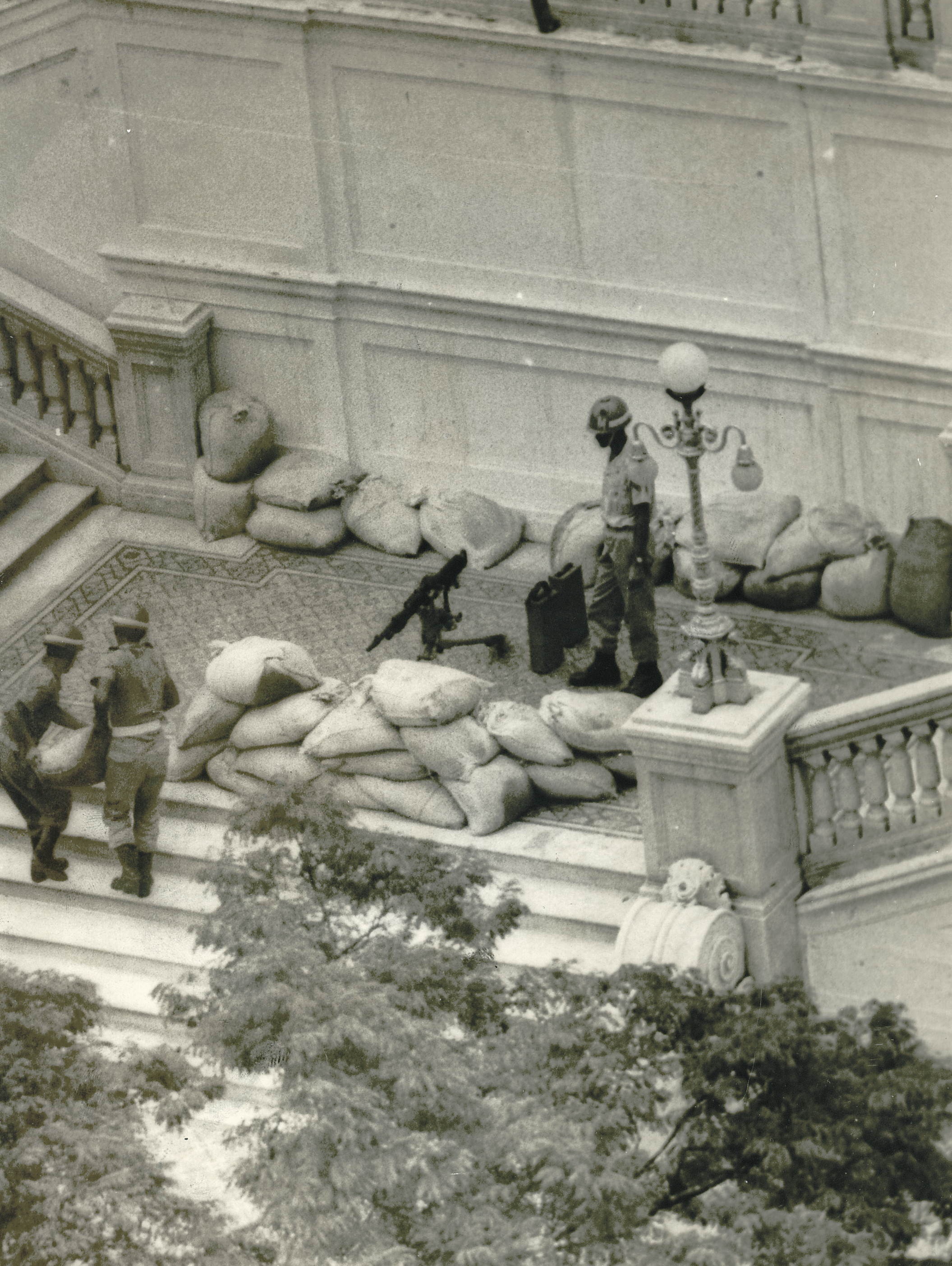
Policiais militares defendem o Palácio Guanabara

Dependendo das versões, Mourão Filho telefonou ao Rio de Janeiro para o almirante Sílvio Heck, os generais Muricy, Ulhoa Cintra e José Varonil de Albuquerque Lima, os coronéis Jaime Portela de Melo e Ramiro Gonçalves e o deputado Armando Falcão. Portela deveria avisar Costa e Silva, e Falcão, Carlos Lacerda. Falcão repassou a informação não só a Lacerda, como também a Castelo Branco. Lacerda avisou o político Abreu Sodré em São Paulo. Ao sair da cidade ao redor das 09:00 da manhã, o general Muricy percebeu a Polícia Militar de Lacerda já mobilizada. A Escola de Comando e Estado-Maior do Exército suspendeu as aulas às 10:00, sendo a primeira unidade a entrar em rebelião no Rio de Janeiro.
Em São Paulo, Mourão telefonou ao Dr. José Paranhos do Rio Branco para que avisasse Ademar de Barros e contatos militares. Kruel soube pela primeira vez às 07:00 da manhã através do general Lindolfo Ferraz, que estava de férias em Minas Gerais e percebeu o movimento anormal da PMMG. Também recebeu confirmação de Riograndino Kruel, avisado, por sua vez, por Castelo Branco. O II Exército entrou de prontidão às 14:30, mas ainda não tinha posicionamento definido. Kruel a princípio não acreditava no sucesso de Mourão e não queria aderir. Os legalistas em São Paulo “oscilavam entre a inquietação e a cautela”. A Polícia Militar estava de alerta, a IV Zona Aérea de prontidão e o governo federal, em silêncio. Voluntários que se apresentavam ao II Exército para enfrentar o governo eram recusados. Circulavam boatos de um ataque do I Exército com apoio aéreo, mas eles foram desmentidos pelo coronel Rubens Restell, que no meio da tarde chegou do Rio com instruções de Castelo.
Magalhães Pinto telefonou ao governador do Espírito Santo às 09:00 e enviou Oswaldo Pieruccetti para confirmar o acordo firmado anteriormente. A guarnição local do Exército aderiu. À tarde os telefonemas também abrangiam os governadores do Paraná, Goiás e Mato Grosso. No Rio Grande do Sul a notícia chegou à tarde e o III Exército entrou em prontidão às 16:30. O governo estadual fez preparativos para sua participação no golpe, ainda que sem declará-la publicamente, e à noite tinha a Brigada Militar cercando sua sede no Palácio Piratini. No IV Exército, uma mensagem cifrada de Castelo Branco informando do golpe foi decifrada pelos conspiradores às 14:00. Em Belém, no Comando Militar da Amazônia, informações precisas sobre o golpe só chegaram à noite.
Em Washington D.C., a situação militar no Brasil e a possibilidade de apoio aéreo e naval aos conspiradores foram discutidas numa reunião às 11:30 entre Dean Rusk, secretário de Estado, Robert McNamara, secretário de Defesa, Maxwell Taylor, chefe do Estado-Maior Conjunto, e John McCone, diretor da CIA.
De manhã Muricy percebeu que a guarnição do Exército no Rio de Janeiro não estava avisada e a fronteira com Minas Gerais estava desocupada. Mourão Filho esperava que o 1º Batalhão de Caçadores, de Petrópolis, estivesse ali ao meio-dia, mas ele só chegou à noite. O presidente e seu círculo ouviam rumores sobre Minas Gerais, mas os mineiros desmentiam e as medidas de inteligência propostas eram amadoras — ajudantes de ordem do general Assis Brasil, chefe do Gabinete Militar, queriam enviar observadores a Juiz de Fora a Belo Horizonte. O ministro da Guerra estava no hospital, e o dispositivo militar estava desarticulado. O governo só reconheceu definitivamente a rebelião no início da tarde, devido à movimentação das forças de Carlos Lacerda ao redor do Palácio Guanabara. Finalmente, ao redor das 13:00 o general Cunha Melo foi encarregado de comandar um destacamento para enfrentar as tropas vindas de Minas Gerais.
Ao longo de 31 de março, “A notícia do levante espalhava-se aos cacos. Havia algo em Minas, mas não se sabia precisamente o quê. A insurreição estava envolta numa nuvem que se parecia ora com uma quartelada sem futuro, ora com uma tempestade de boatos”. Por doze horas após os telefonemas de Mourão, o governo federal mantinha relativo controle e o golpe não recebeu nenhuma adesão de peso de tropas fora de Minas Gerais. Somente após as 17:00 o general exigiu a deposição do presidente. Seu manifesto foi rapidamente disseminado pela rádio e televisão. Na manhã seguinte, a sublevação já em curso ocupava as manchetes dos jornais.

### Tentativa de forçar um recuo
De manhã, Castelo Branco ficou surpreso e não queria participar da revolta. Considerando os conspiradores mineiros incapazes de derrotar o dispositivo militar governista, tentou fazê-los voltar atrás. Guedes assim narra o telefonema recebido:

- O que está para haver aí em Minas? O Muricy me comunicou que foi chamado pelo  Mourão,  e  eu  lhe  disse  que  fosse  para  prevenir qualquer bobagem que aquele pretendesse fazer.

- Não vai haver. Houve. Desde as seis horas da manhã nossas tropas se deslocaram em várias direções. Deflagramos a revolução.
- Mas isso é uma precipitação; vocês estão sendo precipitados; vão prejudicar tudo.
- Falei no tempo passado – partimos – mas, se houver alguma coisa em cogitação  aí  no  Rio,  ainda  haverá  tempo  para  uma  tomada de posição. Hoje, nos deteremos na divisa com o Estado do Rio, no corte do Paraíba-Paraibuna, na expectativa do comportamento da tropa do I Exército.
- Cuidado, cuidado! Veja o que diz.
- Silêncio era até o desencadeamento da operação, agora nada mais temos a temer.

Às 11:30 fez outra ligação a Guedes, afirmando que não conseguiu nenhuma articulação no Rio de Janeiro e os mineiros seriam aniquilados se não voltassem atrás, mas recebeu a mesma negativa. Também ligou várias vezes a Magalhães Pinto, mas o governador mineiro mandara os secretários informar que não estava. Castelo enfim conseguiu contato através de seu sobrinho, o banqueiro José Luiz de Magalhães Lins. Ao entrar em ligação direta, afirmou que os mineiros seriam derrotados e tentou tirar proveito da rivalidade entre Magalhães e Mourão Filho. O governador, suspeitando que Castelo buscava diminuir o papel de Minas Gerais no movimento, respondeu: “Melhor voltar derrotado do que voltar desmoralizado”. Incapaz de reverter o movimento, Castelo Branco dedicou-se a ele.

## Desdobramentos
O dispositivo militar governista falhou e o golpe de Estado triunfou com grande velocidade. O último reduto pró-Goulart no Rio Grande do Sul deixou de existir em 2 de abril. Na frente mineira, às 15:00 de 1º de abril Mourão Filho, com suas forças avançando em território fluminense, foi informado do fim da resistência legalista no I Exército. Após as 22:00 ele seguiu de Juiz de Fora às suas tropas em Petrópolis. Enquanto ele ainda não havia entrado na Guanabara, Costa e Silva havia assumido o Comando Supremo da Revolução e nomeado o general Octacílio Terra Ururahy ao comando do I Exército, preterindo Mourão, que, apesar de ter dado a partida, não dominou a continuação e o desfecho. O cenário militar foi dominado por Castelo Branco e Costa e Silva, e Mourão foi escanteado, sendo empurrado à irrelevância política na ditadura militar. Magalhães Pinto também teve ambições frustradas. Apesar de sua precipitação, os conspiradores mineiros não ganharam o poder, que foi tomado pelos cariocas e paulistas.

### Citações
1. 1 2  Schwarcz & Starling 2015, cap. 17.
2. ↑  Ribeiro 2013, p. 173-183.
3. ↑  Mendonça 2008, p. 23 e 64-65.
4. ↑  Ribeiro 2013, p. 199.
5. ↑  Carvalho 2014, p. 10.
6. ↑  Atassio 2007, p. 82-88.
7. ↑  Ferreira & Delgado 2019, cap. 13.
8. 1 2  Faria 2013, p. 358.
9. 1 2  Neto 2004, "Sexta-feira, 13".
10. 1 2  Skidmore 1982, p. 362.
11. ↑  Chagas 1985, p. 20.
12. ↑  Faria 2013, p. 343-344.
13. ↑  Faria 2013, p. 308-309.
14. ↑  Faria 2013, p. 314.
15. ↑  Silva 2014, p. 322.
16. ↑  Faria 2013, p. 367.
17. ↑  Pinto 2015, p. 106.
18. ↑  Silva 2014b, p. 225.
19. ↑  Faria 2013, p. 329.
20. 1 2 3 4 5  Gaspari 2014.
21. ↑  Silva 2014a, p. 335.
22. ↑  Faria 2013, p. 339-340.
23. 1 2  Ruiz 2018, p. 50.
24. ↑  Silva 2014a, p. 326-329.
25. 1 2  Faria 2013, p. 314-315.
26. ↑  Duarte 1964, p. 138.
27. ↑  Gomes 1964, p. 99.
28. 1 2 3  JCS, 30 de março de 1964.
29. ↑  Axt 2020, p. 316.
30. ↑  Faria 2013, p. 334-335.
31. ↑  Dutra 2004, p. 197-198.
32. ↑  Faria 2013, p. 364-365.
33. ↑  Fico 2008, p. 101.
34. ↑  Faria 2018, p. 65.
35. ↑  Gomes 1964, p. 92-96.
36. ↑  Faria 2013, p. 331-332.
37. 1 2  Skidmore 1982, p. 361-362.
38. ↑  Castelo Branco 1964, p. 299.
39. 1 2  Silva 2014a, p. 339.
40. ↑  Atassio 2007, p. 90.
41. ↑  Faria 2013, p. 365.
42. 1 2  Muricy 1981, p. 527.
43. ↑  Motta 2003, p. 154, Tomo 15.
44. ↑  Villa 2014.
45. ↑  Parker 1977, p. 103.
46. 1 2  Faria 2013, p. 326-327.
47. ↑  Parker 1977, p. 100.
48. ↑  Silva 2014a, p. 276-276.
49. 1 2 3 4 5  Ruiz 2018, p. 52.
50. 1 2  Silva 2014b, p. 227-228.
51. ↑  Bandeira 1978, p. 176.
52. ↑  CIA, 30 de março de 1964.
53. 1 2 3  Atassio 2007, p. 90-94 e 131.
54. 1 2 3  Pinto 2015, p. 33-36.
55. ↑  Faria 2013, p. 288-289 e 377.
56. ↑  Pinto 2015, p. 131.
57. ↑  Gorender 1998, p. 71 e 285.
58. ↑  Silva 2014b, p. 227.
59. ↑  Atassio 2007, p. 94.
60. ↑  Silva 2014b, p. 173-180.
61. ↑  Pinto 2015, p. 36, 114 e 126-127.
62. ↑  Faria 2013, p. 359-360 e 372-373.
63. ↑  Faria 2013, p. 329 e 359-361.
64. ↑  Pinto 2015, p. 106-115.
65. ↑  Silva 2014b, p. 114-120.
66. ↑  Lacerda 2017, p. 105-108.
67. ↑  Ottoni 2012, p. 46-49.
68. ↑  Gomes 1964, p. 92-95.
69. 1 2  Faria 2013, p. 360-361.
70. ↑  Castelo Branco 1964, p. 299-300.
71. 1 2 3  Pinto 2015, p. 115.
72. ↑  Silva 2014a, p. 332-333.
73. ↑  Castelo Branco 1964, p. 300.
74. ↑  Faria 2013, p. 370-371.
75. 1 2 3 4  Faria 2013, p. 371.
76. ↑  Dulles 2014, p. 307.
77. 1 2  Pinto 2015, p. 116.
78. ↑  Faria 2013, p. 363-364 e 368-369.
79. ↑  Silva 2014a, p. 333-334.
80. ↑  Silva 2014b, p. 173-174.
81. ↑  CMV de Juiz de Fora 2016, p. 134-135.
82. ↑  Faria 2013, p. 361-363 e 370-371.
83. ↑  Silva 2014a, p. 332.
84. 1 2 3  Faria 2013, p. 362.
85. ↑  Pinto 2015, p. 121.
86. ↑  Silva 2014a, p. 337.
87. ↑  Gomes 1964, p. 97.
88. ↑  Faria 2013, p. 362-364.
89. ↑  Motta 2003, p. 169, Tomo 1.
90. ↑  Pinto 2015, p. 129.
91. 1 2  Mourão Filho 2011, p. 356-361 e 366-367.
92. ↑  Silva 2014a, p. 318-320 e 333.
93. ↑  Mourão Filho 2011, p. 368-371.
94. ↑  Mourão Filho 2011, p. 372 e 381.
95. ↑  Mourão Filho 2011, p. 374-375.
96. ↑  Pinto 2015, p. 136-137.
97. ↑  Mourão Filho 2011, p. 357.
98. ↑  Mourão Filho 2011, p. 445.
99. ↑  Pinto 2015, p. 117.
100. ↑  Chagas 1985, p. 13-15.
101. 1 2  Dulles 2014, p. 304.
102. 1 2  Neto 2004.
103. ↑  Mourão Filho 2011, p. 373.
104. ↑  Mourão Filho 2011, p. 447.
105. ↑  Motta 2003, p. 177-179 e 307-308, Tomo 3.
106. ↑  Pinto 2015, p. 118.
107. ↑  Mourão Filho 2011, p. 452.
108. ↑  Gomes 1964, p. 112.
109. ↑  Dulles 2014, p. 306-307.
110. ↑  Gomes 1964, p. 108.
111. ↑  Silva 2014b, p. 175-182.
112. 1 2  Faria 2013, p. 374.
113. ↑  Faria 2013, p. 372.
114. ↑  Silva 2014a, p. 371.
115. 1 2  Muricy 1981, p. 533.
116. ↑  D'Aguiar 1976, p. 144.
117. ↑  Mourão Filho 2011, p. 378.
118. ↑  Silva 2014a, p. 344.
119. ↑  Chagas 1985, p. 32.
120. 1 2 3 4  Faria 2013, p. 377-378.
121. ↑  Duarte 1964, p. 140-143.
122. ↑  Chagas 1985, p. 34.
123. ↑  Gomes 1964, p. 106-108.
124. ↑  Chagas 1985, p. 19.
125. ↑  Axt 2020, p. 314-315.
126. ↑  Zardo 2010, p. 42-50.
127. ↑  Faria 2013, p. 400-401.
128. ↑  Parker 1977, p. 101.
129. ↑  Mourão Filho 2011, p. 553.
130. ↑  Faria 2013, p. 390-391.
131. ↑  Faria 2013, p. 394-395.
132. ↑  Silva 2014b, p. 201.
133. ↑  Pinto 2015, p. 118-119 e 121.
134. ↑  Ruiz 2018, p. 53.
135. ↑  Silva 2014b, p. 182-183.
136. ↑  Atassio 2007, p. 91.
137. ↑  Zardo 2010, p. 54.
138. ↑  Mourão Filho 2011, p. 386-387.
139. ↑  Pinto 2015, p. 120-121 e 132.